# Vicente Muñoz Álvarez

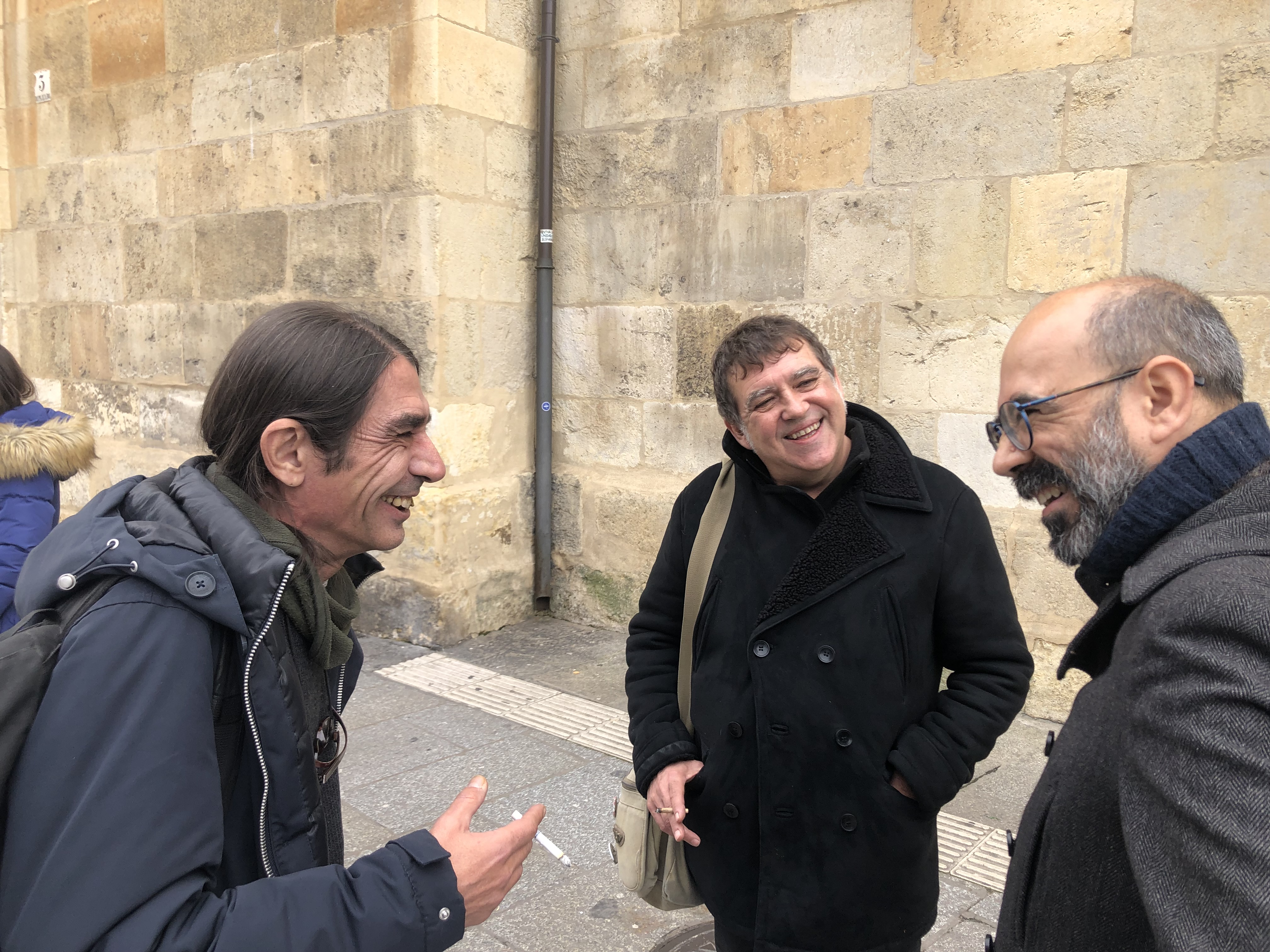
Vicente Muñoz Álvarez (centro) junto a Ape Rotoma (izquierda) y Óscar Esquimias (derecha)

Vicente Muñoz Álvarez (León, 1966) es un poeta, narrador y editor español. Además de una extensa obra poética y narrativa, ha coordinado muchos libros colectivos, antologías  y festivales literarios. Desde 1996 edita el fanzine Vinalia Trippers.

### Poesía
- Buscando la luz (Vinalia Bolsillo, 1998)
- Canciones de la gran deriva (Ateneo Obrero de Gijón, 1999, Origami, 2012)
- 38 poemash (Vinalia Bolsillo, 2000)
- Privado (Baile del Sol, 2005) ISBN 978-84-96225-65-7
- Estación del frío (Eds. del 4 de agosto de 2006) ISBN 978-84-934538-7-9
- Parnaso en llamas (Baile del sol, 2006) ISBN 978-84-96687-12-7
- Animales perdidos (Baile del sol, 2012)
- Días de ruta (Ediciones Lupercalia, 2014, LcLibros, 2021)
- Gas. Antología poética personal 1999-2016 (Ediciones Lupercalia, 2016)
- Del fondo (Producciones Vinalia Trippers, 2018, Underdog Ventures, 2024)
- Haga lo que haga en la Tierra (Canalla Ediciones, 2020)
- La poesía es un arma que carga el diablo (LcLibros, 2023)
- Hombre de mimbre. Antología Poética (1999-2025) (Editorial Páramo, 2025)

### Narrativa
- Monstruos y prodigios. Premio Letras Jóvenes de Castilla y León, 1995 (Junta de Castilla y León, 1996, Amargord, 2007)
- El pueblo oscuro (Las palabras del pararrayos, 1996) ISBN 978-84-920963-5-0
- Perro de la lluvia (Iralka, 1997) ISBN 978-84-96225-65-7
- Los que vienen detrás (DVD ediciones, 2002) ISBN 978-84-95007-66-7
- El merodeador (Baile del sol, 2007, ACVF Editorial, 2016, LcLibros, 2021)
- Marginales (Eje Ediciones, 2008, Excodra editorial, 2015, LcLibros, 2020)
- Mi vida en la penumbra (Eclipsados, 2008, LcLibros, 2020)
- Regresiones (Lupercalia, 2015, LcLibros, 2022).
- Travesía (Chamán Ediciones, 2018).
- Las setas y otros relatos de la Era Pulp (Versátiles Editorial, 2021)

### Ensayo
- El tiempo de los asesinos (Iralka, 1998, LcLibros, 2019)
- Cult Movies 1: Películas para llevarse al infierno (Eutelequia, 2011, LcLibros, 2018)
- Cult Movies 2: Películas para la penumbra (Excodra, 2015, LcLibros, 2018)
- Cult Movies 3: Películas que erizan la piel (Canalla Ediciones, 2019, Underdog Ventures, 2024)

### Antologías
Coordinadas por él
- Golpes, ficciones de la crueldad social, con Eloy Fernández Porta (DVD ediciones, 2004) ISBN 978-84-96238-12-1
- Tripulantes. Nuevas aventuras de Vinalia Trippers, con David González (Eclipsados, 2007) ISBN 978-84-611-4273-6
- Hank Over: Resaca. Un homenaje a Charles Bukowski, con Patxi Irurzun (Caballo de Troya/Random House Mondadori, 2008)
- 23 Pandoras: Poesía alternativa española (Baile del sol, 2009)
- Beatitud: Visiones de la Beat Generation, con Ignacio Escuín Borao (Baladí, 2011),
- El descrédito: Viajes narrativos en torno a Louis Ferdinand Céline. Coordinado por Julio César Álvarez y Vicente Muñoz Álvarez. Autores: Enrique Vila-Matas, Miguel Sánchez-Ostiz, Mario Crespo, Celia Novis, José Ángel Barrueco, Óscar Esquivias, Bruno Marcos, Pepe Pereza, Isabel García Mellado, Álex Portero, Vanity Dust, Juanjo Ramírez, Patxi Irurzun, Juan Carlos Vicente, Velpister, Esteban Gutiérrez Gómez, Pablo Cerezal, Javier Esteban, Choche, Miguel Baquero, Carlos Salcedo Odklas, Joaquín Piqueras, Adriana Bañares, Gsús Bonilla, Alfonso Xen Rabanal y Daniel Ruiz García. (Ediciones Lupercalia, Alicante, 2013)

En las que participa
- Dos veces cuento (Ediciones Internacionales Unversitarias, 1998)
- Voces del extremo (Fundación Juan Ramón Jiménez, 1999)
- Material inflamable (MLRS, 2000)
- Voces del extremo: Poesía y conciencia (Fundación Juan Ramón Jiménez, 2000)
- El último en morir que apague la luz (Ateneo Obrero de Gijón, 2001)
- Voces del extremo: Poesía y utopía (Fundación Juan Ramón Jiménez, 2002)
- Poemas para cruzar el desierto (Ed. Línea de fuego, 2004)
- Cuentistas (Ateneo Obrero de Gijón, 2004)
- El Quijote: Instrucciones de uso (e.d.a libros, 2005)
- Voces de extremo: Poesía y vida (Fundación Juan Ramón Jiménez, 2006)
- El desafío (VII Premio Astragal, 2006. Colectivo Ropa Tendida)
- Vida de perros (Editorial Buscarini, 2007)
- Si me quieres escribir (Ed. Everest, 2007)
- La venganza del inca: Poemas con cocaína (Cangrejo Pistolero Ediciones, 2007)
- Versus: 12 rounds (Delsatélite Ediciones, 2008)
- Poesía para bacterias (Ed. Cuerdos de Atar, 2008)
- Qué nos han hecho (Isla Varia, 2008)
- Palabras malditas: Antología de cuentos (Efímera Editorial. México, 2009)
- Antología del beso: Poesía última española ( Mitad Doble Editorial, 2009)
- Mientras el mundo cae: 50 nombres de la nueva escena cultural leonesa (Ediciones Magnéticas, 2010)
- Perversiones ( Editorial Vagamundos, 2010)
- Puta poesía ( Luces de Gálibo, 2011)
- Viscerales (Ediciones del Viento, 2011)
- Narrando contracorriente (Ediciones Escalera, 2011)
- Poetas en Los Jacintos (Madrid, 2011)
- Ida y vuelta: Antología poética sobre el viaje (Fin de Viaje Ediciones, 2011)
- Esto no rima: Antología de poesía indignada (Ed. Origami, 2012)
- Black Pulp Box (Aristas Martínez, 2012)
- Aftersun (Aristas Martínez, 2012)
- Voces del extremo: Antología 1999-2011 (Fundación Juan Ramón Jiménez, 2012)
- Strigoi: 25 Poemas vampíricos. Un homenaje a Bram Stoker (Planeta Clandestino, 2012)
- Aquel agosto de nuestras vidas y cien balas de plata (Planeta Clandestino, 2012)
- Revisiones, obsesiones y otros tributos (Editorial Comuniter, 2012)
- Una Navidad de muerte (Editorial Origami, 2012)
- Alquimia de la Tierra ( Ediciones Del Lirio, 2013)
- Imagina cuántas palabras ( Ediciones Del Lirio, 2013)
- En legítima defensa (Bartleby Editores, 2014)
- Diva de mierda: Una antología alrededor del ego (Ediciones Liliputienses, 2014)
- La encrucijada: Nombrando el porvenir (MUSAC 2015)
- Un minuto de ternura (Baile del sol, 2015)
- Música de ventanas rotas: Homenaje a John Fante (Ed.Edalya, 2016)
- Libro de las invocaciones (Reino de Cordelia, 2016)
- El Solito Trovador: Hay que seguir cantando (Marciano Sonoro Ediciones, 2016)
- Perdidos: Un lugar para encontrar (Olifante Ediciones, 2018)
- The Routledge Handbook of International Beat Literature (Edited by A. Robert Lee. Routledge, 2018)
- Hey, Jack Kerouac: La huella beat en la poesía en lengua española (La Oveja Negra Ediciones, 2018)
- La Banda Sonora: Antología de relatos (Ed. Almuzara, 2019)
- Versos para bailar o no: Antología poética (Ed. Almuzara, 2019)
- Fuera de guion (Más Madera, 2019)
- Contamos la Navidad: Fiesta. Punto y Seguido, 2021.
- Aquellos maravillosos años. La huella de los 90 la cooltura contemporánea. Nacho Escuín. Universidad de Valladolid y León, 2021
- Cuentos pendientes: Cuarenta y tres voces del cuento castellano leonés del siglo XXI (Ediciones Castilla, 2021)
- La tierra y la nada. Una antología poética de la España despoblada. Antólogo: Nacho Escuín; Ed. Bala Perdida, 2022.[3]
- Tan solo agosto sobre la tierra. Planeta Clandestino, 2023.
- Un abrazo fuerte. Homenaje al poeta David González. Pregunta Ediciones, 2024.